# Listă de forme de relief pe Dione
Aceasta este o listă de forme de relief numite pe Dione, un satelit al lui Saturn. Formele de relief dioneene sunt numite după oameni și locuri din mitologia romană

## Catenae
Catenaela sunt lanțuri de cratere. Ele sunt numite după râuri în mitologia romană.
| Catena            | Engleză pronunție | Coordonatele                      | Diametru (km) | Data de aprobare | Numită după                    | Refs  |
| ----------------- | ----------------- | --------------------------------- | ------------- | ---------------- | ------------------------------ | ----- |
| Aufidus Catena    |                   | 78°00′S 296°24′W / 78.0°S 296.4°V | 275           | 2008             | Aufidus, râu din sudul Italiei | WGPSN |
| Pactolus Catena   | /pækˈtoʊləs/      | 8°47′N 327°09′W / 8.79°N 327.15°V | 180           | 2008             | Pactolus, râu din Lidia        | WGPSN |
| Pantagias Catenae | /pænˈteɪdʒiəs/    | 15°18′S 141°42′W / 15.3°S 141.7°V | 200           | 2008             | Pantagias, râu din Sicilia     | WGPSN |

## Chasmata
Prăpăstiile sau canioanele Dionicene se numesc chasmata⁠(d). Ele sunt numite după locuri importante din mitologia și istoria romană.
| Chasmata          | Engleză pronunție | Coordonatele                       | Diametru (km) | Data de aprobare | Numită după             | Refs  |
| ----------------- | ----------------- | ---------------------------------- | ------------- | ---------------- | ----------------------- | ----- |
| Aurunca Chasmata  | /ɔːˈrʌŋkə/        | 11°34′N 266°42′W / 11.56°N 266.7°V | 290           | 2008             | Aurunca, Campania       | WGPSN |
| Drepanum Chasma   | /ˈdrɛpənəm/       | 46°N 265°V / 46°N 265°V            | 360           | 2008             | Drepanum, Sicilia       | WGPSN |
| Eurotas Chasmata  | /jʊˈroʊtəs/       | 4°56′N 301°21′W / 4.94°N 301.35°V  | 1000          | 2008             | Râul Eurotas, Peloponez | WGPSN |
| Larissa Chasma    | /ləˈrɪsə/         | 28°59′N 69°30′W / 28.98°N 69.5°V   | 150           | 1982             | Larissa, Tesalia        | WGPSN |
| Latium Chasma     | /ˈleɪʃiəm/        | 20°00′N 63°56′W / 20°N 63.93°V     | 360           | 1982             | Latium, Italia          | WGPSN |
| Padua Chasmata    |                   | 17°42′N 247°10′W / 17.7°N 247.17°V | 1025          | 2008             | Padova, Veneto          | WGPSN |
| Palatine Chasmata | /ˈpælətaɪn/       | 48°S 316°V / 48°S 316°V            | 1100          | 1982             | Dealul Palatin, Roma    | WGPSN |
| Tibur Chasma      | /ˈtaɪbər/         | 60°00′N 69°18′W / 60°N 69.3°V      | 156           | 1982             | Tibur, Lazio            | WGPSN |

## Dorsa
Crestele dioneene se numesc dorsa. Ele sunt numite după dealuri romane.
| Dorsa           | Engleză pronunție | Coordonatele                      | Diametru (km) | Data de aprobare | Numită după     | Refs  |
| --------------- | ----------------- | --------------------------------- | ------------- | ---------------- | --------------- | ----- |
| Janiculum Dorsa | /dʒəˈnɪkjʊləm/    | 24°36′N 144°06′W / 24.6°N 144.1°V | 900           | 2008             | Janiculum, Roma | WGPSN |

## Fossae
Fossaele dioneene (depresiuni lungi și înguste) sunt numite după orașe, străzi și râuri din mitologia romană.
| Fossa            | Engleză pronunție | Coordonatele                        | Diametru (km) | Data de aprobare | Numită după                                              | Refs  |
| ---------------- | ----------------- | ----------------------------------- | ------------- | ---------------- | -------------------------------------------------------- | ----- |
| Argiletum Fossae |                   | 65°11′N 32°06′W / 65.18°N 32.1°V    | 224           | 2011             | Argiletum, o stradă în apropierea forumului Romei antice | WGPSN |
| Arpi Fossae      | /ˈɑrpaɪ/          | 47°28′N 130°48′W / 47.47°N 130.8°V  | 330           | 2008             | Arpi, Apulia                                             | WGPSN |
| Carthage Fossae  | /ˈkɑrθədʒ/        | 11°56′N 336°10′W / 11.93°N 336.17°V | 500           | 2008             | Carthage, Tunisia                                        | WGPSN |
| Clusium Fossae   | /ˈkluːsiəm/       | 39°16′N 301°32′W / 39.27°N 301.54°V | 260           | 2008             | Clusium, Toscana                                         | WGPSN |
| Fidena Fossae    |                   | 0°40′N 96°00′W / 0.66°N 96°V        | 550           | 2008             | Fidenae, Latium                                          | WGPSN |
| Helorus Fossa    |                   | 31°50′S 76°29′W / 31.84°S 76.48°V   | 105           | 2011             | râul Helorus, Sicilia                                    | WGPSN |
| Himella Fossa    |                   | 45°36′S 336°33′W / 45.6°S 336.55°V  | 147           | 2011             | râul Himella, afluent al Tibrului                        | WGPSN |
| Petelia Fossae   |                   | 8°10′S 82°26′W / 8.16°S 82.43°V     | 225           | 2008             | Petelia, Calabria                                        | WGPSN |

## Lineae
Inițial, trei forme de relief au fost numite lineae⁠(d) (marcaje strălucitoare șerpuitoare). Totuși, dovezile ulterioare de la sonda Cassini au arătat că sunt prăpastii de gheață și toate au fost redenumite ca atare (vezi mai sus).

## Cratere
Craterele dioneene poartă numele unor figuri din mitologia greacă și romană, în special din Eneida lui Vergiliu.
| Crater    | Engleză pronunție | Coordonatele                        | Diametru (km) | Data de aprobare | Numit după | Refs  |
| --------- | ----------------- | ----------------------------------- | ------------- | ---------------- | --- | ----- |
| Acestes   | /əˈsɛstiːz/       | 50°06′N 243°22′W / 50.1°N 243.37°V  | 108           | 2008             | Acestes, Rege al Siciliei | WGPSN |
| Adrastus  | /əˈdræstəs/       | 61°40′S 46°34′W / 61.66°S 46.57°V   | 38.5          | 1982             | Adrastus, Rege al lui Argos | WGPSN |
| Aeneas    |                   | 25°53′N 46°16′W / 25.89°N 46.27°V   | 161           | 1982             | Aeneas, prinț troian | WGPSN |
| Alcander  | /ælˈkændər/       | 52°53′S 295°29′W / 52.89°S 295.49°V | 120           | 2011             | Alcander, troian care apăra tabăra lui Eneas împotriva rutulienilor, ucis de Turnus | WGPSN |
| Allecto   | /əˈlɛktoʊ/        | 7°44′S 224°34′W / 7.73°S 224.56°V   | 106           | 2008             | Allecto, unul dintre Furies. | WGPSN |
| Amastrus  | /əˈmæstrəs/       | 9°58′S 237°02′W / 9.96°S 237.03°V   | 62.4          | 2008             | Amastrus, războinic troian | WGPSN |
| Amata     | /əˈmeɪtə/         | 5°10′N 279°49′W / 5.17°N 279.81°V   | 76            | 1982             | Amata, regina latinilor | WGPSN |
| Amycus    |                   | 37°31′S 88°37′W / 37.52°S 88.62°V   | 27.3          | 2008             | Amycus, un troian, tovarăș cu Eneas. | WGPSN |
| Anchises  | /æŋˈkaɪsiːz/      | 34°S 65°V / 34°S 65°V               | 47            | 1982             | Anchises, rege dardanian | WGPSN |
| Anna      | /ˈænə/            | 63°23′S 89°58′W / 63.38°S 89.96°V   | 14.2          | 2008             | Anna, sora și confidenta lui Dido. | WGPSN |
| Antenor   | /ænˈtiːnɔr/       | 7°00′S 11°32′W / 7°S 11.54°V        | 81            | 1982             | Antenor, prinț troian | WGPSN |
| Ascanius  | /əˈskeɪniəs/      | 33°26′N 232°11′W / 33.43°N 232.18°V | 98            | 2008             | Ascanius, fiul lui Eneas cu Creusa | WGPSN |
| Assaracus | /əˈsærəkəs/       | 32°39′N 8°47′W / 32.65°N 8.79°V     | 60            | 2011             | Assaracus, rege timpuriu al Troiei, fiul lui Tros, fratele lui Ilus și Ganymede | WGPSN |
| Aulestes  | /ɔːˈlɛstiːz/      | 9°54′N 147°44′W / 9.9°N 147.73°V    | 50            | 2008             | Aulestes, șef etrusc, aliat al lui Eneas. | WGPSN |
| Butes     | /ˈbjuːtiːz/       | 65°43′N 46°24′W / 65.72°N 46.4°V    | 35            | 1982             | Butes, boxer | WGPSN |
| Caieta    | /keɪˈiːtə/        | 24°43′S 79°38′W / 24.71°S 79.63°V   | 50            | 1982             | Caieta, asistentă troiană | WGPSN |
| Camilla   | /kəˈmɪlə/         | 4°22′S 60°37′W / 4.36°S 60.61°V     | 31.9          | 2008             | Camilla, regina volscă | WGPSN |
| Cassandra | /kəˈsændrə/       | 39°50′S 246°13′W / 39.84°S 246.22°V | 13            | 1982             | Cassandra, prințesă troiană | WGPSN |
| Catillus  | /kəˈtɪləs/        | 2°23′S 275°18′W / 2.38°S 275.3°V    | 42.2          | 1982             | Catillus Arcadianul, fondator al lui Tibur | WGPSN |
| Coras     | /ˈkɔərəs/         | 0°23′N 268°27′W / 0.39°N 268.45°V   | 43            | 1982             | Coras, fondator al lui Tibur | WGPSN |
| Cretheus  | /ˈkriːθiːəs/      | 43°21′S 88°32′W / 43.35°S 88.53°V   | 29            | 2008             | Un războinic troian care a luat parte la apărarea taberei lui Eneas împotriva rutulienilor | WGPSN |
| Creusa    | /ˈkruːsə/         | 49°11′N 76°19′W / 49.19°N 76.32°V   | 36.2          | 1982             | Creusa, prințesă troiană | WGPSN |
| Daucus    | /ˈdɔːkəs/         | 15°23′S 301°08′W / 15.38°S 301.14°V | 80            | 2008             | Un Rutulian, tatăl gemenilor Thymber și Larides. | WGPSN |
| Dercennus | /dərˈsɛnəs/       | 29°45′N 279°56′W / 29.75°N 279.93°V | 86.2          | 2008             | Regele antic al Laurentienilor. | WGPSN |
| Dido      | /ˈdaɪdoʊ/         | 23°58′S 18°49′W / 23.97°S 18.82°V   | 122           | 1982             | Dido, regină cartagineză | WGPSN |
| Entellus  | /ɛnˈtɛləs/        | 10°56′S 210°32′W / 10.93°S 210.54°V | 63            | 2008             | Campion sicilian la box. | WGPSN |
| Erulus    | /ˈɛrʊləs/         | 35°00′S 104°46′W / 35°S 104.76°V    | 120           | 2008             | Fiul supraomenesc al zeiței Feronia. | WGPSN |
| Eumelus   | /juːˈmiːləs/      | 0°06′S 65°58′W / 0.1°S 65.96°V      | 35.1          | 2008             | Un însoțitor troian al lui Eneas. | WGPSN |
| Euryalus  | /jʊˈraɪləs/       | 74°22′S 0°00′E / 74.36°S -0°E       | 35            | 2008             | Un tovarăș troian al lui Eneas, prieten cu Nisus. | WGPSN |
| Evander   |                   | 57°S 145°V / 57°S 145°V             | 350           | 2008             | Evander, erou roman | WGPSN |
| Fadus     | /ˈfeɪdəs/         | 35°56′S 225°11′W / 35.94°S 225.18°V | 47            | 2011             | Un Rutulian dintre cei care asediau oamenii lui Eneas în absența conducătorului lor. | WGPSN |
| Galaesus  | /ɡəˈliːsəs/       | 46°46′N 296°15′W / 46.77°N 296.25°V | 79            | 2011             | Un bătrân italian ucis în prima luptă dintre latini și troieni în timp ce încerca să facă pace. | WGPSN |
| Haemon    | /ˈhiːmən/         | 84°20′N 276°19′W / 84.33°N 276.31°V | 65.22         | 2011             | Există două persoane în Eneida cu acest nume: (a) un rutulian dintr-un grup care ataca tabăra troianului în absența lui Eneas și (b) un italian al cărui fiu, preot al lui Apollo și Diana, a fost soldat al lui Turnus. | WGPSN |
| Halys     |                   | 59°10′S 53°43′W / 59.17°S 53.72°V   | 35.2          | 1982             | Halys, războinic troian | WGPSN |
| Herbesus  | /həɹbɛsəs/        | 34°41′N 156°07′W / 34.68°N 156.11°V | 58.4          | 2008             | Un Rutulian care a asediat tabăra lui Eneas. | WGPSN |
| Iasus     | ?/ˈaɪəsəs/        | 22°08′S 245°55′W / 22.13°S 245.92°V | 54            | 2011             | Există două persoane în Eneida cu acest nume: (a) tatăl lui Palinurus și (b) tatăl lui Iapyx. | WGPSN |
| Ilia      | /ˈɪliə/           | 0°30′S 346°16′W / 0.5°S 346.27°V    | 52.4          | 1982             | Nume alternativ al lui Rhea Silvia, mama lui Romulus și Remus | WGPSN |
| Italus    | /ˈɪtələs/         | 18°28′S 76°25′W / 18.47°S 76.41°V   | 35.7          | 1982             | Italus, erou antic, strămoș omonim al italienilor | WGPSN |
| Lagus     | /ˈleɪɡəs/         | 13°34′S 102°57′W / 13.56°S 102.95°V | 77            | 2008             | Un soldat al lui Turnus. | WGPSN |
| Lamyrus   |                   | 53°40′N 255°37′W / 53.67°N 255.61°V | 61            | 2011             | Un Rutulian cu trupele care asediau tabăra lui Eneas. | WGPSN |
| Larides   | /laɹədiːz/        | 7°10′N 311°25′W / 7.17°N 311.42°V   | 29            | 2008             | Un rutulian, membru al armatei lui Turnus, fiul lui Daucus, fratele geamăn al lui Thymber. | WGPSN |
| Latagus   | /lat̤ʌgəs/         | 14°39′N 26°28′W / 14.65°N 26.46°V   | 41            | 1982             | Latagus, soldat troian | WGPSN |
| Latinus   | /ləˈtaɪnəs/       | 52°11′N 201°00′W / 52.19°N 201°V    | 130           | 2008             | Regele Latiumului, soțul Amatei. | WGPSN |
| Lausus    | /ˈlɔːsəs/         | 34°49′N 22°46′W / 34.81°N 22.76°V   | 23.5          | 1982             | Lausus, prinț etrusc | WGPSN |
| Liger     | /ˈlaɪdʒər/        | 24°00′N 126°38′W / 24°N 126.63°V    | 53            | 2008             | Soldat al lui Turnus, fratele lui Lucagus. | WGPSN |
| Lucagus   | /ˈljuːkəɡəs/      | 22°09′N 131°15′W / 22.15°N 131.25°V | 45.7          | 2008             | Soldat al lui Turnus, fratele lui Liger. | WGPSN |
| Magus     | /ˈmeɪɡəs/         | 18°26′N 24°21′W / 18.44°N 24.35°V   | 45.8          | 1982             | Magus, soldat rutulian | WGPSN |
| Massicus  |                   | 35°00′S 55°23′W / 35°S 55.39°V      | 39            | 1982             | Massicus | WGPSN |
| Metiscus  |                   | 6°00′N 93°17′W / 6°N 93.29°V        | 43.8          | 2008             | Un rutulian, conducător de car al lui Turnus. | WGPSN |
| Mezentius |                   | 19°10′N 183°00′W / 19.16°N 183°V    | 51            | 2008             | Rege etrusc, aliat al lui Turnus, tatăl lui Lausus. | WGPSN |
| Murranus  | /məˈreɪnəs/       | 12°49′N 90°44′W / 12.82°N 90.73°V   | 56.8          | 2008             | Un Rutulian. | WGPSN |
| Nisus     | /ˈnaɪsəs/         | 68°11′S 335°00′W / 68.18°S 335°V    | 35            | 2008             | Însoțitor troian al lui Eneas, prieten al lui Eurialus. | WGPSN |
| Oebalus   | /ˈiːbələs/        | 44°28′N 351°36′W / 44.47°N 351.6°V  | 35.7          | 2011             | Un aliat al lui Turnus, fiul lui Telon și al lui Sebethis. | WGPSN |
| Pagasus   | /ˈpæɡəsəs/        | 3°S 241°V / 3°S 241°V               | 67            | 2008             | Un etrusc ucis de Camilla. | WGPSN |
| Palinurus |                   | 3°18′S 63°00′W / 3.3°S 63°V         | 11.9          | 1982             | Palinurus | WGPSN |
| Phaleris  |                   | 77°24′S 166°35′W / 77.4°S 166.58°V  | 44            | 2008             | Troian care apără tabăra lui Eneas împotriva atacului rutulian. | WGPSN |
| Phorbas   | /ˈfɔrbəs/         | 81°12′N 131°17′W / 81.2°N 131.29°V  | 69.3          | 2011             | Un troian, tovarăș al lui Eneas. | WGPSN |
| Prytanis  |                   | 46°15′S 287°24′W / 46.25°S 287.4°V  | 96            | 2008             | Troian care apără tabăra lui Enea împotriva atacului rutulian. | WGPSN |
| Remus     | /ˈriːməs/         | 13°35′S 31°54′W / 13.58°S 31.9°V    | 62            | 1982             | Remus | WGPSN |
| Ripheus   | /ˈrɪfiːəs/        | 56°28′S 36°48′W / 56.47°S 36.8°V    | 34            | 1982             | Ripheus | WGPSN |
| Romulus   | /ˈrɒmjʊləs/       | 8°09′S 26°51′W / 8.15°S 26.85°V     | 90.7          | 1982             | Romulus | WGPSN |
| Sabinus   | /səˈbaɪnəs/       | 43°39′S 186°40′W / 43.65°S 186.66°V | 88            | 1982             | Sabinii | WGPSN |
| Sagaris   |                   | 4°56′N 104°12′W / 4.93°N 104.2°V    | 53            | 2008             | Servitor al lui Eneas. | WGPSN |
| Salius    | /ˈseɪliəs/        | 65°05′N 181°44′W / 65.09°N 181.73°V | 44            | 2011             | Există două persoane în Eneida cu acest nume: (a) un însoțitor al lui Eneas și un concurent la cursa pe jos și (b) un Rutulian.                                                                                          | WGPSN |
| Silvius   | /ˈsɪlviəs/        | 32°42′S 332°16′W / 32.7°S 332.26°V  | 74            | 2008             | Fiul lui Aeneas și al Laviniei. | WGPSN |
| Sulmo     | /ˈsʌlmoʊ/         | 55°55′N 333°30′W / 55.92°N 333.5°V  | 56            | 2011             | Există două persoane în Eneida cu acest nume: (a) un Rutulian din trupa lui Volcens și (b) un italian ai cărui fii au luptat pentru Turnus.                                                                              | WGPSN |
| Telon     | /ˈtiːlɒn/         | 16°12′S 97°12′W / 16.2°S 97.2°V     | 39.7          | 2011             | Domnitorul Teleboanilor de pe Capri; tatăl lui Oebalus. | WGPSN |
| Tereus    | /ˈtɪəriːəs/       | 2°36′S 245°00′W / 2.6°S 245°V       | 39.7          | 2008             | Un troian, ucis de Camilla. | WGPSN |
| Thymber   | /ˈθɪmbər/         | 14°00′N 309°09′W / 14°N 309.15°V    | 27.29         | 2008             | Un rutulian, membru al armatei lui Turnus, fiul lui Daucus, fratele geamăn al lui Larides. | WGPSN |
| Tiburtus  |                   | 29°07′N 189°44′W / 29.11°N 189.73°V | 59            | 2008             | Frate al gemenilor Catillus si Coras, fondator al lui Tibur caruia i-a dat numele. | WGPSN |
| Turnus    | /ˈtɜrnəs/         | 15°35′N 345°19′W / 15.59°N 345.31°V | 101           | 1982             | Turnus | WGPSN |
| Tyrrhus   | /ˈtɪrəs/          | 24°42′N 287°54′W / 24.7°N 287.9°V   | 49.1          | 2008             | Păzitor al turmelor pentru Latinus, tatăl Silviei. | WGPSN |
| Volcens   | /ˈvɒlsɛnz/        | 13°50′S 268°31′W / 13.84°S 268.51°V | 74            | 2011             | Un latin, conducător de cavalerie trimis ca întăriri la Turnus | WGPSN |